# Utetes itatiayensis
Utetes itatiayensis är en stekelart som först beskrevs av Costa Lima 1937.  Utetes itatiayensis ingår i släktet Utetes och familjen bracksteklar. Inga underarter finns listade i Catalogue of Life.